# Internet na China
A China está na Internet intermitentemente desde maio de 1989; e de forma permanente desde 20 de abril de 1994. Em 2008, a China se tornou o país com a maior população na Internet do mundo e permanece assim desde então. Em julho de 2016, 730.723.960 de pessoas (53,2% da população total do país) eram usuários da Internet.
A primeira incursão da China no ciberespaço global foi um email (não baseado em TCP/IP e, portanto, tecnicamente, não na Internet) enviado em 20 de setembro de 1987 ao Instituto de Tecnologia Karlsruhe . Dizia "Do outro lado da Grande Muralha, podemos chegar a todos os cantos do mundo" (em chinês simplificado: 越过长城，走向世界). Desde então, essa frase se tornou conhecida na China e é exibida na tela de login da área de trabalho do Tencent QQ.

## Desenvolvimento

taxa de Adentramento da internet no Leste Asiático e Regiões Chinesas entre 1995 a 2012

A China tinha 618 milhões de usuários de internet até o final de dezembro de 2013, um aumento de 9,5% em relação ao ano anterior e uma taxa de adentramento de 45,8%. Em junho de 2014, havia 632 milhões de internautas no país e uma taxa de adentramento de 46,9%. O número de usuários que usam dispositivos móveis para acessar a Internet ultrapassou os usuários de PCs (83,4% e 80,9%, respectivamente). A China substituiu os EUA em sua liderança global em termos de largura de banda de telecomunicações instalada em 2011. Até 2014, a China abriga mais do que o dobro do potencial de largura de banda nacional que os EUA, líder histórico em termos de largura de banda de telecomunicações instalada (China: 29% versus EUA: 13% do total global). Em março de 2017, existem cerca de 700 milhões de usuários de internet chineses; e muitos deles possuem uma conexão de alta velocidade à Internet. A maioria dos usuários vive em áreas urbanas, mas pelo menos 178 milhões de usuários residem em cidades rurais.
A maioria dos assinantes de banda larga é DSL, principalmente da China Telecom e China Netcom. O preço varia em diferentes províncias, geralmente entre US$ 5 e US$ 20/mês para um ADSL/fibra de 4 a 100 milhões (o preço varia de acordo com a região geográfica). Em junho de 2011, os internautas chineses passaram uma média de 18,7 horas online por semana, o que resultaria em um total de cerca de 472 bilhões de horas em 2011.
A banda larga representa a maioria das conexões de internet na China, com 363,81 milhões de usuários nesse nível de serviço. O preço de uma conexão de banda larga a coloca bem ao alcance da classe média chinesa continental. O acesso sem fio, especialmente o acesso à Internet por meio de um telefone celular, se desenvolveu rapidamente. 500 milhões estão acessando a internet através de telefones celulares. O número de usuários dial-up atingiu o pico em 2004 e, desde então, diminuiu bastante. Geralmente, as estatísticas sobre o número de usuários de internet móvel na China mostram uma queda significativa na taxa de crescimento entre 2008 e 2010, com um pequeno pico nos próximos dois anos.
Até o final de 2009, o número de sites domésticos chineses cresceu para 3,23 milhões, com uma taxa de aumento anual de 12,3%, segundo o Ministério da Indústria e Tecnologia da Informação. Desde o primeiro semestre de 2010, a maioria do conteúdo da Web é gerada pelo usuário.

## Estrutura
Uma característica importante da internet chinesa é que as rotas de acesso online são de propriedade do governo da RPC, e empresas e indivíduos privados só podem alugar largura de banda do estado. As quatro primeiras grandes redes nacionais, a saber, CSTNET, ChinaNet, CERNET e CHINAGBN, são a "espinha dorsal" da Internet chinesa continental. Mais tarde, os provedores de telecomunicações dominantes também começaram a fornecer serviços de internet.
Em janeiro de 2015, a China adicionou sete novos pontos de acesso ao backbone da Internet no mundo, somando os três pontos que se conectam através de Pequim, Xangai e Guangzhou.
Os serviços públicos de internet geralmente são fornecidos por empresas provinciais de telecomunicações, que às vezes são negociadas entre redes. Os provedores de serviços de Internet sem uma rede nacional não poderiam competir com seu provedor de largura de banda, as empresas de telecomunicações e, com frequência, ficarem sem negócios. A interconexão entre essas redes é uma grande preocupação para os usuários da Internet, pois o tráfego da Internet pela Internet global é bastante lento. No entanto, os principais provedores de serviços de Internet relutam em ajudar rivais     .

## Base de usuários

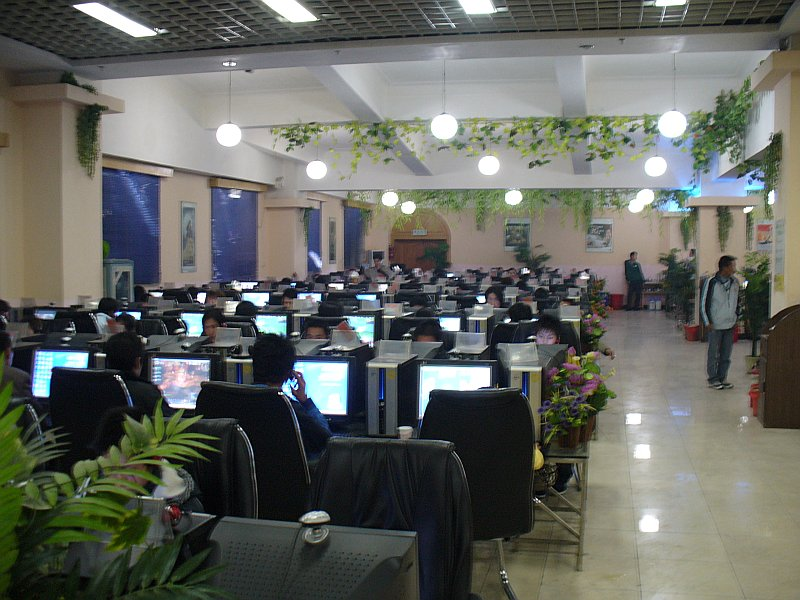
Cibercafé na cidade de Lijiang

O relatório do CNNIC (China Internet Network Information Center) de janeiro de 2013 afirma que 56% dos usuários da Internet eram homens e 44% eram mulheres e expressa outros dados com base em sessenta mil pesquisas.
A maioria dos internautas chineses restringe o uso da Internet a sites chineses, pois a maioria da população tem falta de conhecimentos de línguas estrangeiras. A mídia em inglês na China costuma usar a palavra " internauta " para se referir a usuários de internet na China.

## Conteúdo
Segundo Kaiser Kuo, a internet na China é amplamente utilizada para fins de entretenimento, sendo chamada de "superestrada do entretenimento". No entanto, também serve como o primeiro fórum público para os cidadãos chineses trocarem livremente suas ideias. A maioria dos usuários fica online para ler notícias, pesquisar informações e verificar seus e-mails. Eles também acessam BBS ou fóruns da web, encontram músicas ou vídeos ou baixam arquivos.

### Provedores de conteúdo
Os portais de informação e entretenimento em chinês, como Tencent, Sina.com, Sohu e 163.com, são populares. Por exemplo, a Sina alega ter cerca de 94,8 milhões de usuários registrados e mais de 10 milhões de usuários ativos envolvidos em seus serviços baseados em taxas. Outros provedores de serviços de Internet, como o provedor de serviços de recursos humanos 51job, e os sites de comércio eletrônico, como Alibaba.com, são menos populares, mas têm mais sucesso em sua especialidade. Seu sucesso levou alguns deles a fazer IPOs .
Todos os sites que operam na China com seu próprio nome de domínio devem ter uma licença ICP do Ministério da Indústria e Tecnologia da Informação . Como o governo da RPC bloqueia muitos sites estrangeiros, muitos imitadores caseiros de sites estrangeiros apareceram.
| China    | Compartilhamento de pesquisas (%) |
| -------- | --------------------------------- |
| Baidu    | 63.16                             |
| 360      | 18.23                             |
| Sogou    | 10.35                             |
| Soso     | 3.62                              |
| O Google | 2.88                              |
| Bing     | 0.57                              |
| Yahoo    | 0.48                              |
| Youdao   | 0.16                              |
| outros   | 0.09                              |

O Baidu é o principal mecanismo de pesquisa na China, enquanto a maioria dos portais da web também oferece oportunidades de pesquisa como o Soso.com . O Bing China também entrou no mercado chinês. O Bing.cn também opera as funções de busca do Yahoo na China. A partir de 2015, o Google estava limitado a nenhuma presença na China. Antes de 2014, os "Googlers" na China eram vinculados ao Google Hong Kong em sua página google.cn por causa de um problema com hackers supostamente baseados na China Continental. Em 4 de junho de 2014, o Google ficou oficialmente bloqueado sem o uso de uma rede virtual privada (VPN), um efeito ainda em vigor até o momento.

### Comunidadesonline
Embora os chineses escrevam menos e-mails, eles desfrutam de outras ferramentas de comunicação online. Os usuários formam suas comunidades com base em interesses diferentes. Quadros de avisos em portais ou outros lugares, salas de bate-papo, grupos de mensagens instantâneas, blogs e microblogs são muito ativos, enquanto sites de compartilhamento de fotos e redes sociais estão crescendo rapidamente. Alguns wikis como o Soso Baike e o Baidu Baike estão "florescendo". Até 2008, a Wikipédia chinesa não podia ser acessada da China continental. Desde 2008, o governo bloqueia apenas algumas páginas da Wikipedia que consideram conter conteúdo controverso.

### Mídia social
A China é um dos países mais restritos do mundo em termos de internet, mas essas restrições contribuíram diretamente para o impressionante sucesso dos sites de mídia social locais da China. O governo chinês impossibilita a entrada de empresas estrangeiras na rede de mídia social chinesa. Sem acesso à maioria das plataformas de mídia social usadas em outras partes do mundo, os chineses criaram suas próprias redes, como Facebook, Myspace, YouTube e Foursquare - mas com mais usuários - e é por isso que toda empresa global presta atenção a esses sites. Algumas mídias sociais famosas chinesas são Sina Weibo, Tencent Weibo, Renren, PengYou, QQ, Douban etc. E, nos últimos anos, o uso do WeChat se tornou cada vez mais popular entre as pessoas na China.

### Comprasonline
O número cada vez maior de usuários da Internet na China também gerou uma grande base de compras online no país. Um grande número de internautas chineses foi marcado como "viciado em compras online" como resultado do crescimento da indústria. Segundo o Sina.com, os consumidores chineses com acesso à Internet gastam uma média de RMB10.000 online anualmente.

### Serviços de mapeamentoonline
A China se esforçou para oferecer vários serviços de mapeamento online e permite a disseminação de informações geográficas dentro do país. Mapas Soso, Mapas Baidu (地圖 地圖) e Tianditu (天地 圖) são exemplos típicos. Os serviços de mapeamento online podem ser entendidos como cartografia online apoiada por um sistema de informações geográficas (SIG). O GIS era originalmente uma ferramenta para cartógrafos, geógrafos e outros tipos de especialistas para armazenar, gerenciar, apresentar e analisar dados espaciais. Ao colocar o GIS online, a Web disponibilizou essas ferramentas para um público muito mais amplo. Além disso, com o advento da banda larga, a utilização do GIS tornou-se muito mais rápida e fácil. Cada vez mais, membros não especialistas do público podem acessar, procurar e utilizar informações geográficas para seus próprios fins. Tianditu é o primeiro serviço de mapeamento online da China. Literalmente Mapa do Mundo, Tianditu foi lançado no final de outubro de 2010. O governo chinês afirmou repetidamente que este serviço é para oferecer dados geográficos abrangentes para que os usuários chineses aprendam mais sobre o mundo.

### Pagamentoonline
O método de pagamento direto via banco online é necessário para poder efetuar o pagamento via banco online após a abertura do banco online e realizar o pagamento online do UnionPay, pagamento online com cartão de crédito e assim por diante.
Este método de pagamento é pago diretamente no cartão do banco. O pagamento de terceiros em si integra vários métodos de pagamento e o processo é o seguinte:
1 Recarregue o dinheiro no banco online para terceiros.
2) Pague por depósito de terceiros quando o usuário pagar.
3) A taxa é cobrada pela retirada. Os métodos de pagamento de terceiros são diversos, incluindo pagamentos móveis e pagamentos por telefone fixo.
O pagamento de terceiros mais comumente usado é Alipay, Tenpay, Huanxun, Epro, dinheiro rápido, banco online e, como comerciante online independente ou um site com serviços de pagamento, a escolha mais comum é nada mais que Alipay, pagamento Huanxun, Epro pagamento, dinheiro rápido esses quatro. Em janeiro de 2015, a Alipay, de propriedade do Alibaba Group, tinha 600 milhões de contagens de usuários e o maior grupo de usuários entre todos os provedores de pagamento online.

### Jogo on line
A partir de 2009, a China é o maior mercado de jogos online. O país tem 368 milhões de internautas jogando jogos online e a indústria valia US $ 13,5 bilhões em 2013. 73% dos jogadores são do sexo masculino, 27% são do sexo feminino.

### Conteúdo pornográfico
Embora as restrições às informações políticas continuem fortes, vários blogs de orientação sexual começaram a aparecer no início de 2004. Mulheres que usam os apelidos da web Muzi Mei (木子美) e Zhuying Qingtong (竹影 青 青) escreveram diários online de suas vidas sexuais e se tornaram celebridades menores. Isso foi amplamente divulgado e criticado pela mídia da China continental, e vários sites desses blogueiros foram bloqueados e continuam sendo até hoje. Isso coincidiu com uma moda artística de fotografia de nus (incluindo um livro auto-publicado pela dançarina Tang Jiali ) e o aparecimento de fotos de mulheres minimamente vestidas ou até de topless em alguns jornais, revistas e em vários sites chineses. Muitos sites de namoro e "chat adulto", chineses e estrangeiros, foram bloqueados. Alguns, no entanto, continuam acessíveis, embora isso pareça dever-se mais à ignorância do governo chinês quanto à sua existência do que a qualquer política particular de clemência.

### Censura
O Projeto Escudo Dourado foi proposto ao Conselho de Estado pelo primeiro-ministro Zhu Rongji em 1993. Como um sistema maciço de vigilância e controle de conteúdo, foi lançado em novembro de 2000 e ficou conhecido como o Grande Firewall da China . O aparato de controle da Internet na China é considerado mais extenso e avançado do que em qualquer outro país do mundo. As autoridades governamentais não apenas bloqueiam o conteúdo do site, mas também monitoram o acesso de indivíduos à Internet; tais medidas atraíram o apelido irônico: "O Grande Firewall da China".
No entanto, existem alguns métodos para contornar a censura usando servidores proxy fora do firewall. Os usuários podem contornar toda a censura e monitoramento do Great Firewall se tiverem um método de conexão VPN ou SSH seguro para um computador fora da China continental.
Foram relatadas interrupções nos serviços VPN e muitos dos serviços gratuitos ou populares agora estão bloqueados. Em 29 de julho de 2017, a Apple cumpriu uma ordem do governo chinês para remover todos os aplicativos VPN da App Store que não foram pré-aprovados pelo governo.
Métodos diferentes são usados para bloquear determinados sites ou páginas, incluindo envenenamento por DNS, bloqueio de acesso a IPs, análise e filtragem de URLs, inspeção de pacotes de filtros e redefinição de conexões.

### Memes
O Baidu 10 Mythical Creatures, inicialmente uma farsa bem-humorada, tornou-se um meme popular e disseminado da Internet na China. Essas dez fraudes teriam se originado em resposta ao aumento da censura online e se tornaram um ícone da resistência dos internautas chineses a ela.
A Administração Estatal de Imprensa, Publicação, Rádio, Cinema e Televisão emitiu uma diretiva em 30 de março de 2009 para destacar 31 categorias de conteúdo proibido online, incluindo violência, pornografia e conteúdo que pode "incitar a discriminação étnica ou comprometer a estabilidade social". Muitos internautas chineses acreditam que as instruções seguem o constrangimento oficial sobre o " cavalo da lama da grama " e o " caranguejo do rio ". Observadores da indústria acreditam que a medida foi planejada para impedir a disseminação de paródias ou outros comentários sobre questões politicamente sensíveis na véspera do aniversário dos protestos na Praça Tiananmen, em 4 de junho .

## Ataques cibernéticos
No segundo trimestre de 2014, a China é de longe o principal país de origem de ataques cibernéticos do mundo, com 43% do total mundial.

## Mercado de publicidade na internet
O tamanho do mercado de publicitário online da China foi de RMB 3,3 bilhões no terceiro trimestre de 2008, um aumento de 19,1% em comparação com o trimestre anterior. Soso.com, Baidu.com Inc, Sina Corp e Google Inc. continuam sendo os 4 principais em termos de participação de mercado . O tamanho do mercado de publicidade de palavras-chave atingiu RMB 1,46 bilhão, representando 43,8% do mercado total de publicidade na Internet, com uma taxa de crescimento trimestral de 19,3%, enquanto o site de publicidade online atingiu RMB 1,70 bilhão, representando 50,7% dos o total, um aumento de 18,9% em relação ao segundo trimestre.
Atualmente, o Baidu lançou a plataforma CPA e a Sina Corp lançou um esquema de publicidade para investimentos inteligentes. Os movimentos indicam uma tendência de mercado de publicidade eficaz com baixo custo. Anúncios online de automóveis, imóveis e finanças continuarão crescendo rapidamente no futuro.

## Enciclopédiasonlinena China
- Soso Baike, 15 milhões de artigos
- Hudong, 5,4 milhões de artigos
- Baidu Baike, 3,5 milhões de artigos
- Wikipedia em chinês, 594.376 artigos em outubro de 2012